# جريمة بيئية

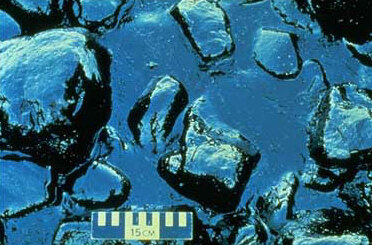

الجريمة البيئية عمل غير قانوني يضر بالبيئة مباشرة. حددت الهيئات الدولية، التي من قبيل مجموعة الثمانية والإنتربول والاتحاد الأوروبي وبرنامج الأمم المتحدة للبيئة ومعهد الأمم المتحدة الإقليمي لبحوث الجريمة والعدالة، الجرائم البيئية هذه:
- الاتجار غير القانوني بالأنواع البرية المهدَّدة بالانقراض بما يُعارِض معاهدة التجارة العالمية لأصناف الحيوان والنبات البري المهدد بالانقراض،
- تهريب المواد المستنفِدة للأوزون بما يعارض بروتوكول مونتريال،
- إلقاء النفايات الخطيرة والاتجار فيها بما يعارض اتفاقية بازل (1989) بخصوص السيطرة على نقل النفايات الخطيرة وغيرها من النفايات وعلى التخلص منها،
- الصيد غير المشروع وغير المبلَّغ عنه وغير المنظَّم، بما يعارض الضوابط التي تفرضها مختلف المنظمات الإقليمية لإدارة المَسامِك،
- قطع الأشجار المحظور وما يتصل به من الاتجار في الخشب المسروق بما يخالف القوانين الوطنية.[1]

هذه الجرائم معرِّضة للملاحقة القضائية. يسهل الإنتربول تعاون الشرطة الدولية، ويدعم دوله الأعضاء في إنفاذ القوانين والمعاهدات البيئية الوطنية والدولية. بدأ الإنتربول يكافح الجرائم البيئية في 1992.

## التكاليف
تنتفع عصابات الإجرام العالمية والمجموعات المسلحة المتشددة من نهب المصادر الطبيعية، وتأخذ هذه المنافع غير المشروعة بالازدياد. يُعد الإرهاب وحتى الحروب الأهلية نتائج للجريمة البيئية. وفقًا للإنتربول وبرنامج الأمم المتحدة للبيئة، كانت قيمة الجريمة البيئية في شهر يونيو عام 2016، أكبر بمقدار 26 بالمئة من التقديرات السابقة، إذ بلغت 91 – 258 مليار دولار أمريكي، مقارنة بنحو 70- 213 مليار دولار أمريكي عام 2014، متخطية قيمة الاتجار غير المشروع بالأسلحة الخفيفة. يمكن إرجاع أكثر من نصف هذا المقدار إلى قطع الأشجار غير المشروع وإزالة الغابات.

## الملاحقة القضائية من قِبل المحكمة الجنائية الدولية
أُعلن في شهر سبتمبر عام 2016  أن المحكمة الجنائية الدولية في مقرها في لاهاي ستقاضي الحكومات والأفراد على الجرائم البيئية. وفقًا لمعايير اختيار القضايا المُعلنة في وثيقة السياسة العامة حول اختيار القضايا وتحديد الأولويات من قِبل محكمة العدل الدولية في 15 سبتمبر عام 2016، ستولي المحكمة اهتمامًا خاصًا بمقاضاة الجرائم التي تخرق وثيقة نظام روما الأساسي المرتكبة من خلال - أو تُسفر عن - «أمور منها، تدمير البيئة والاستغلال غير المشروع للموارد الطبيعية أو الاستملاك غير القانوني للأرض».

## الجريمة البيئية حسب الدولة

### الولايات المتحدة
تُعد المناطق المهجورة أو قليلة الاستخدام أماكن شائعة لرمي النفايات في أميركا – خصوصًا خطوط السكك الحديدية. يجري إنفاق أكثر من 10 ملايين دولار في السنة لإزالة النفايات المرمية بطريقة غير مشروعة من البلدات الملوثة والبيئة. بدأت منظمة صغيرة، تحت اسم وحدة شرطة الجرائم البيئية الخاصة بشركة سي إس اكس للنقل، عملية الحد من رمي النفايات على طرق السكك الحديدية بشكل خاص.
منذ تأسيس مكتب تنفيذ الأحكام الجنائية التابع لوكالة حماية البيئة الأمريكية عام 1982، كانت هناك زيادة منتظمة في الملاحقات القضائية للجرائم البيئية. تضمن هذا محاكمة شركات تخلصت من النفايات بشكل غير قانوني أو سببت حدوث تسربات نفطية. على مستوى فدرالي، في حين تشرف وكالة حماية البيئة الأمريكية على التحقيقات، فإن وزارة العدل الأمريكية ترفع الدعاوي، من خلال قسم الجرائم البيئية التابع لها، و/أو من خلال واحدة من مكاتب الادعاء الأمريكية التسعة والأربعين عبر البلاد.

### نيجيريا
في نيجيريا، بدأ تأسيس الهيئات البيئية عام 1988 بعد حصول حادثة متعلقة بالتخلص من مواد سامة في البلاد من قِبل تجار النفايات الدوليين (المعروفة بحادثة كوكو المشينة). يجري في الوقت الحالي دعم وكالات مثل وكالة تطبيق القوانين والمعايير البيئية الوطنية من قِبل القانون النيجيري من أجل تنظيم قطاع البيئة. تعمل هذه الوكالة مع أجهزة حكومية أخرى مثل الجمارك والشرطة والمخابرات العسكرية، إلخ، وضبطت بنجاح المنتجات البرية المُتّجر بها بشكل غير قانوني وحاكمت عدد من الأشخاص، من بينهم أجانب.

## التكاليف
تتنفّع العصابات الإجرامية الدولية والجماعات المتطرفة من نهب الموارد الطبيعية، وهذه الأرباح غير المشروعة في ازدياد. الإرهاب، وحتى الحروب الأهلية، نتاج جرائم بيئية. ذكر برنامج الأمم المتحدة للبيئة والإنتربول في يونيو 2016 أن قيمة الجرائم البيئية أكبر بنسبة 26% مما قدر سابقًا، إذ بلغت 91–258 مليار دولار أمريكي، مقارنة بـ70–213 مليارًا في 2014، متفوقة على الاتجار غير المشروع في الأسلحة الخفيفة. أكثر من نصف هذا المبلغ يمكن عزوه إلى قطع الأشجار وإزالة الغابات بصورة غير قانونية.

## علم الجريمة البيئية
يدرس علم الإجرام البيئي مفاهيم الجرائم والجرائم والسلوكيات الضارة بالبيئة ويبدأ في دراسة الدور الذي تلعبه المجتمعات بما في ذلك الشركات والحكومات والمجتمعات في إحداث أضرار بيئية. بدأ علم الإجرام الآن في التعرف على تأثير البشر على البيئة وكيف تقيس وكالات إنفاذ القانون والسلطة القضائية الضرر الذي يلحق بالبيئة وتنسب العقوبات إلى المخالفين.